# Тит Фёдорович
Тит Фёдорович — князь козельский, согласно родословным внук Тита Мстиславича козельского (уп.1365), племянник Святослава карачевского и Ивана козельского.
Родословные верховских князей, составленные в XVI веке и указывающие общим предком Михаила черниговского (уб.1246), имеют ряд хронологических несостыковок. В частности, участником сражения с ордынцами у Шишевского леса в 1365 году считается Тит Мстиславич, якобы внук Михаила. Историки выходят из положения по-разному. По версии Беспалова Р. А., отцом Мстислава карачевского был не Михаил черниговский. По версии Войтовича Л. В., участником событий 1365 года был не Тит Мстиславич, а Тит Фёдорович.
Некоторые историки считают Фёдора Титовича и его сыновей фантомами, созданными лишь для того, чтобы вывести князей Огинских от Рюрика. Между тем, генетические исследования потомков Ольговичей показали, что Пузына (а также  и Мосальские) имеют тот же скандинавский гаплотип гаплогруппы N-L550, что и протестированные Мономашичи.

## Семья
О семье Тита Фёдоровича мало каких-либо четких сведений. Имя супруги не известно.
В родословиях, а также в некоторых польских источниках, у Тита указаны двое сыновей:
- Владимир Титович, .из-за своей тучности названный «Пузырём» и поэтому передавший своему потомству фамилию Пузыных.
- Григорий Титович, из-за горячности своего характера, названный «Огнём», от которого будто бы потомки стали поэтому называться Огинскими.